# 本町 (寝屋川市)
本町（ほんまち）は、大阪府寝屋川市にある地名。2025年現在、丁目のつかない単独町名である。

## 地理
寝屋川市の中央部に位置する。東は秦町、南は初町、西は八坂町・早子町、北は豊野町に接する。

## 歴史

### 沿革
- 1966年（昭和41年）、寝屋川市平池・秦の各一部より成立[5]。

## 世帯数と人口
2025年（令和7年）7月1日現在の世帯数と人口は以下の通りである。
| 町丁 | 世帯数  | 人口    |
| ---- | ------- | ------- |
| 本町 | 733世帯 | 1,321人 |

### 人口の変遷
国勢調査による人口の推移。
| 1995年（平成7年）  | 1,466人 | [ 6 ]  |  |
| 2000年（平成12年） | 1,588人 | [ 7 ]  |  |
| 2005年（平成17年） | 1,528人 | [ 8 ]  |  |
| 2010年（平成22年） | 1,515人 | [ 9 ]  |  |
| 2015年（平成27年） | 1,412人 | [ 10 ] |  |
| 2020年（令和2年）  | 1,365人 | [ 11 ] |  |

### 世帯数の変遷
国勢調査による世帯数の推移。
| 1995年（平成7年）  | 638世帯 | [ 6 ]  |  |
| 2000年（平成12年） | 686世帯 | [ 7 ]  |  |
| 2005年（平成17年） | 681世帯 | [ 8 ]  |  |
| 2010年（平成22年） | 695世帯 | [ 9 ]  |  |
| 2015年（平成27年） | 643世帯 | [ 10 ] |  |
| 2020年（令和2年）  | 624世帯 | [ 11 ] |  |

## 学区
市立小・中学校に通う場合、学区は以下の通りとなる。
| 番/番地等 | 小学校               | 中学校               |
| --------- | -------------------- | -------------------- |
| 全域      | 寝屋川市立中央小学校 | 寝屋川市立第一中学校 |

## 事業所
2021年（令和3年）現在の経済センサス調査による事業所数と従業員数は以下の通りである。
| 丁目 | 事業所数 | 従業員数 |
| ---- | -------- | -------- |
| 本町 | 82事業所 | 1,621人  |

## 交通

### バス
2025年7月現在
- 京阪バス[14]
寝屋川市役所
- ねやBUS[15]
寝屋川市役所前、寝屋川市役所

### 道路
- 国道170号
- 大阪府道18号枚方交野寝屋川線

## 施設
- 寝屋川市役所
- 寝屋川市上下水道局
- 大阪府立寝屋川高等学校
- 本町こども園

## 郵便
- 郵便番号：572-0832[3]（集配局：寝屋川郵便局[16]）。

## ギャラリー

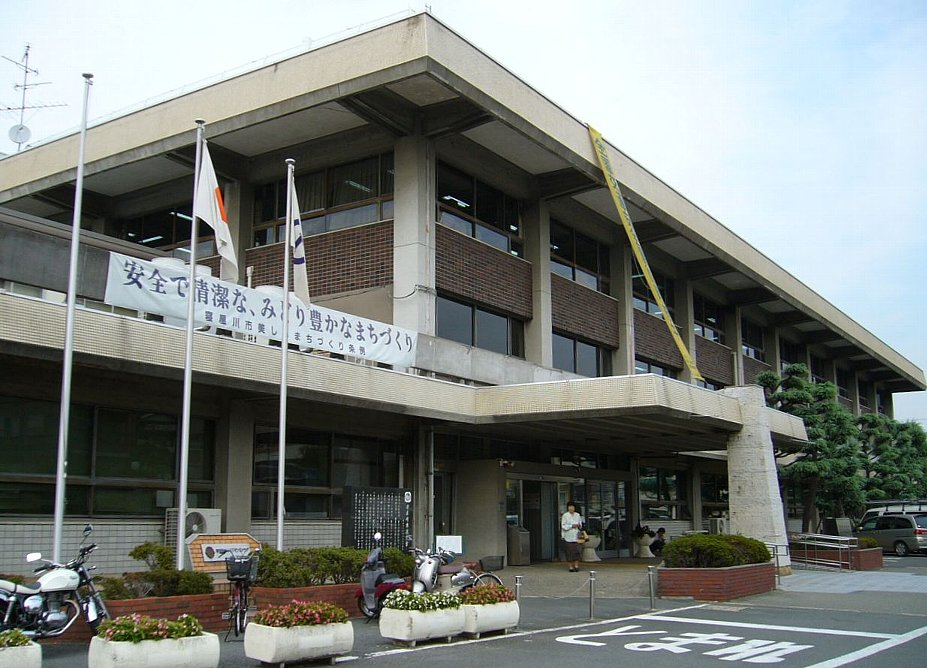
寝屋川市役所
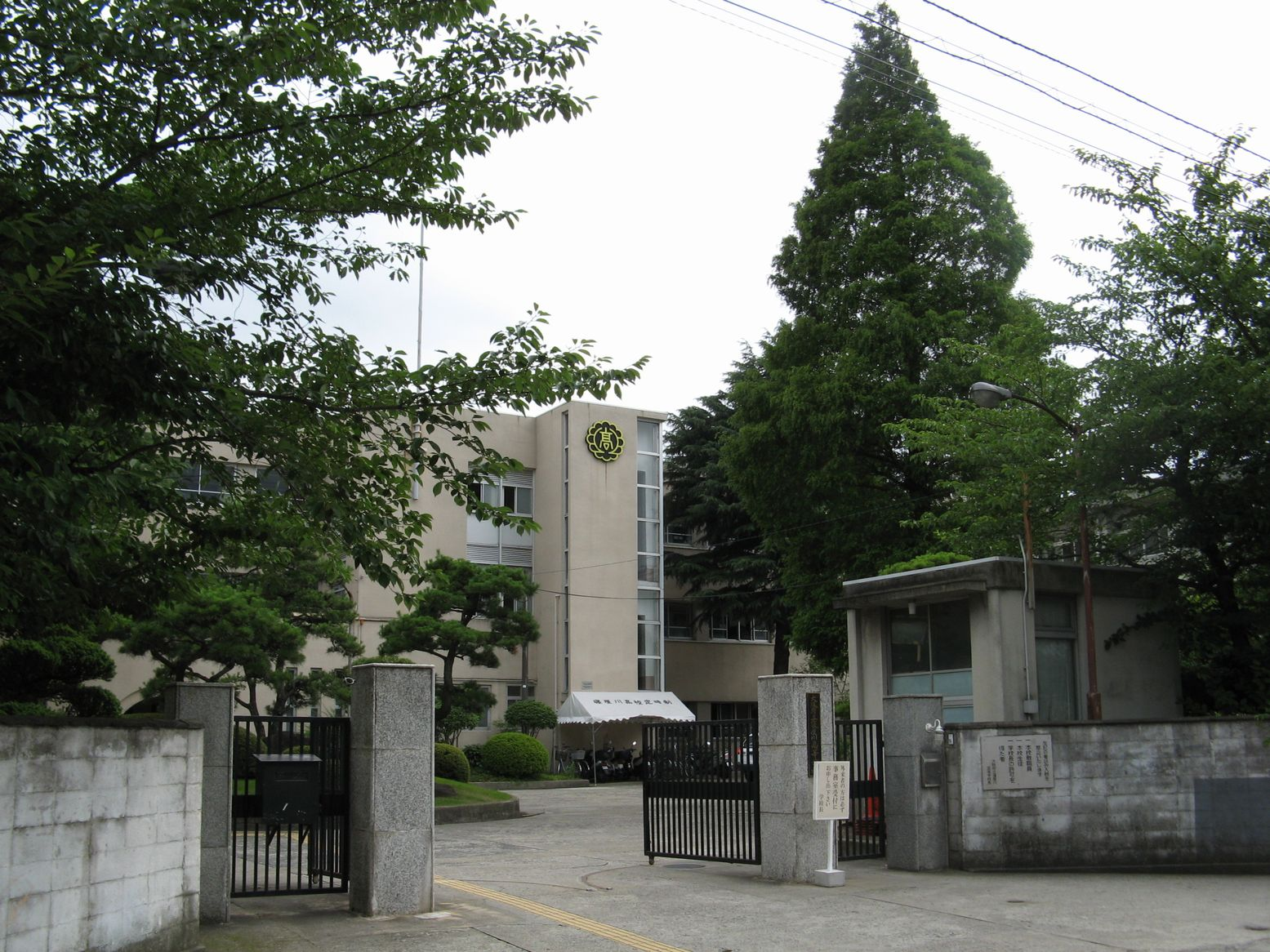
大阪府立寝屋川高等学校